# Officer in Tactical Command
Officer in Tactical Command (OTC) ist im Sprachgebrauch der NATO und englischsprachiger Marinen die Bezeichnung für den taktischen Führer eines Marineverbandes auf der Ebene einer Task Unit, Task Group oder Task Force.
Als OTC wird regelmäßig ein Verbandsführer eingesetzt, der sich mit seinem Stab an Bord seines Flaggschiffs befindet. Der Dienstgrad des OTC ist abhängig von Größe und Zusammensetzung des Verbandes. Der Befehlshaber einer Einsatzflotte der US Navy ist OTC im Dienstgrad eines Vizeadmirals, der Führer einer NATO Mine Countermeasures Group ist Fregattenkapitän. Bei kleineren, für eine zeitlich begrenzte Aufgabe zusammengestellten Verbänden kann der dienstälteste Kommandant eines beteiligten Kriegsschiffs mit den Aufgaben des OTC betraut werden.

## Auftrag
Der Officer in Tactical Command ist für die taktische Führung der ihm unterstellten Kräfte zuständig. Damit obliegt ihm der militärische Einsatz dieser Mittel, zu denen Kriegsschiffe, eingeschiffte Flugzeuge und Hubschrauber, Spezialkräfte und Landungstruppen gehören können. Das Spektrum seiner allgemeinen Verantwortlichkeiten ist in NATO-Vorschriften definiert, seinen spezifischen Auftrag erhält der OTC von der ihm vorgesetzten Operational Control Authority (OCA), einem Hauptquartier an Land.

## Einschränkungen der Befehlsgewalt
Der OTC hat ausschließlich Befehlsgewalt über die ihm unterstellten Einheiten im Rahmen des ihm aufgetragenen spezifischen Übungs- oder Einsatzauftrags. Er ist nicht befugt, seinem Verband weitere Einheiten zu unterstellen oder über andere Verbände Befehlsgewalt auszuüben.